# Liste zur US-Konversion Schweinfurt

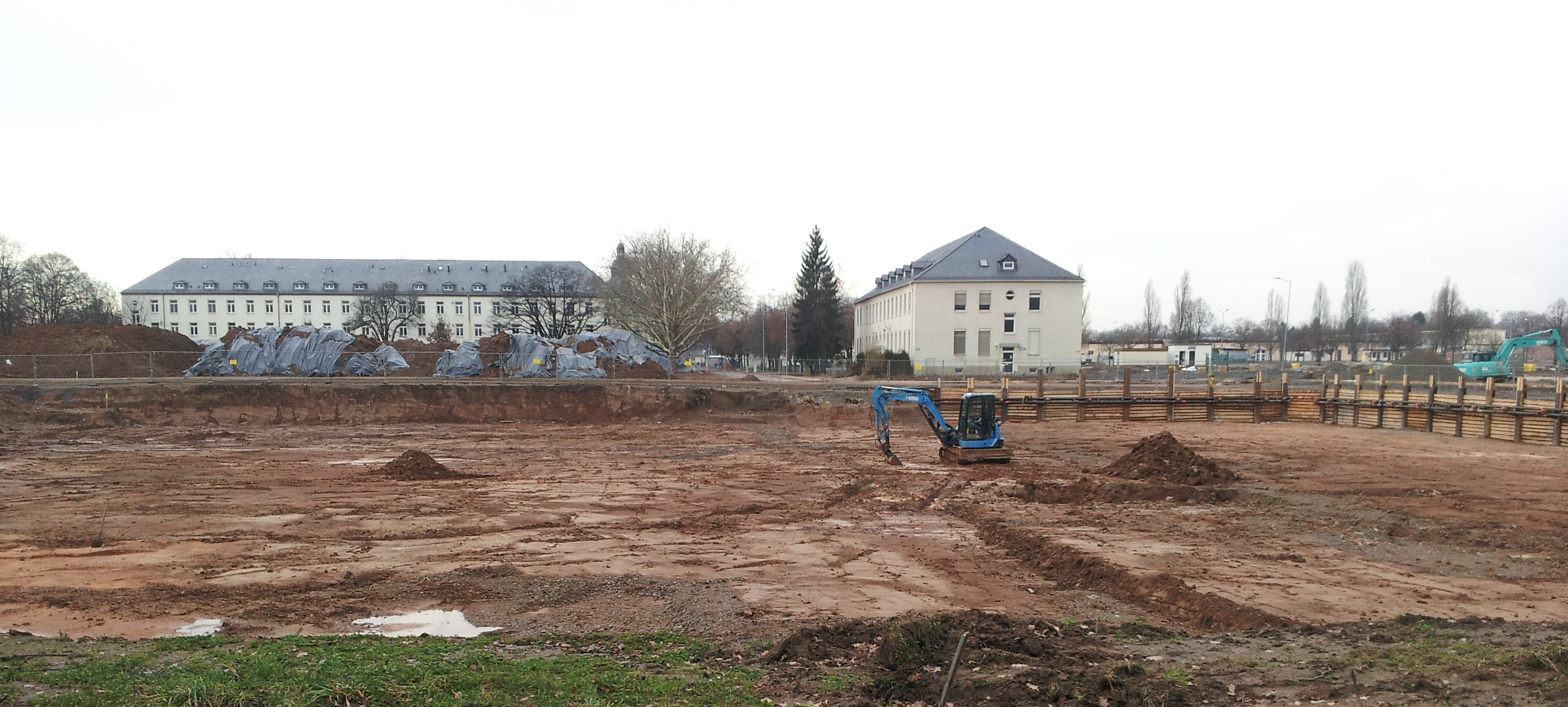
Baugrube fürs Hörsaalgebäude für Wirtschaftsingenieurwesen im Carus-Park in Schweinfurt im Januar 2018

Die Liste zur US-Konversion Schweinfurt gibt einen Überblick über alle Artikel und einige Artikel-Abschnitte, die mit der 2014 aufgelösten US-Heeresgarnison Schweinfurt als auch der anschließenden  Konversion der Liegenschaften in Verbindung stehen. 
In der Liste sind einige Liegenschaften mit ihrer alten wie auch neuen Bezeichnung alphabetisch eingeordnet. Deshalb sind einige Liegenschaften doppelt erfasst, mit Artikeln die die einstige militärische Nutzung behandeln und Artikeln, die sich mit der Nachnutzung desselben Areals befassen.
- Amerika-Haus (Schweinfurt)
- Askren Manor (siehe: Bellevue)
- Bellevue
- Brönnhof (Areal)
- Brönnhof (Wüstung)
- Carus-Park
- Conn Barracks
- Heeresstraße
- i-Campus Schweinfurt
- Kessler Field
- Ledward Barracks
- US-Heeresgarnison Schweinfurt
- Victory Schießanlage
- Yorktown Village